# Scuola viennese di storia dell'arte
La scuola viennese di storia dell'arte è stata un'istituzione accademica che ha dato origine a un nuovo approccio teorico nello studio della storia dell'arte. 
Il termine scuola viennese di storia dell'arte (Wiener Schule der Kunstgeschichte) venne coniato da Julius von Schlosser in uno dei primi riassunti della storia dell'arte viennese che abbracciava il periodo dalla metà dell'800 agli anni venti del '900.
Questo termine è oggi usato non tanto per la Scuola, quanto per indicare una successione sorprendentemente ricca di personaggi eminenti che, portando avanti, correggendo o anche contraddicendo le basi gettate dai loro maestri, hanno contribuito sostanzialmente allo studio della Storia dell'arte. Quattro furono i personaggi più significativi: Franz Wickhoff, Alois Riegl, Max Dvořák e Julius von Schlosser.
La prima cattedra di Storia dell'arte dell'Università di Vienna venne assegnata nel 1852 a Rudolf Eitelberger (1819-85). Filologo, giurista, collaboratore di giornali (della Wiener Zeitung soprattutto), nel 1864 fondò l'Oesterreichisches Museum für Kunst und Industrie di Vienna (Museo austriaco per l'Arte e l'Industria). Eitelberger scrisse un saggio sui monumenti imperiali austriaci, primo importante repertorio per la nuova Kunstgeschichte (storia dell'arte), che sposta l'attenzione degli studi dalla ricostruzione dell'attività artistica connessa alle singole individualità all'analisi precipua delle opere intese come oggetti materiali e delle fonti documentarie. Gli allievi di questa scuola non furono sempre in accordo tra loro e non mancarono le contraddizioni, ma il complesso dei loro studi e delle loro teorie contribuì a fondare un'impostazione nuova nei confronti della disciplina, superando definitivamente gli schemi del neoclassicismo, risalenti a Winckelmann, e del romanticismo di John Ruskin.

## Caratteristiche
Le caratteristiche di studio di questa nuova storia dell'arte sono:
- Il concetto di oggetto artistico non più come monumento, ma come documento, e come tale fermamente legato al periodo storico in cui è stato prodotto.
- Il contatto diretto con l'oggetto artistico, in maniera tale che oltre alla valutazione estetica, tipica del periodo tardo romantico, si possa anche eseguire una valutazione della tecnica, dei caratteri stilistici, iconografici e altro, attingendo a documenti storici e filologici.
- L'uguale considerazione di tutti gli oggetti artistici, la parità tra arti minori e maggiori e il superamento dei concetti di "progresso" e di "decadenza", per cui tutte le epoche hanno pari dignità.

L'esistenza di questi punti è anche dovuta al fatto che i primi storici dell'arte di questa scuola erano stati in precedenza quasi tutti direttori museali. In parallelo alla scuola di Vienna si formò anche l'Istituto per le ricerche storiche (Institut für Geschichtsforschung). Con la direzione di Theodor von Sickel (1826-1908), direttore in seguito anche dell'Istituto storico austriaco di Roma, si conferì particolare importanza anche alla diplomatica, alla paleografia e alla cronologia secondo il modello dell'École des chartes parigina. 
Il successore di Eitelberger, Moritz Thausing, diede un notevole impulso ponendo la storia dell'arte come una disciplina da studiare sotto un punto di vista scientifico. Lui e i suoi successori Franz Wickhoff, Alois Riegl, Max Dvořák, Julius Von Schlosser, furono influenzati dalla filosofia herbartiana e dagli studi (ad essa connessi) di Robert von Zimmermann.
Per von Zimmermann la forma è strettamente riferita agli organi di senso (la scultura è tattile, la pittura è visiva, ecc.). L'estetica herbartiana si fonda sul concetto di pura visibilità elaborato da Konrad Fiedler (schematizzato da Von Hildebrand e resa in pittura da Von Marées).
Le sensazioni sono il modo attraverso cui l'uomo percepisce il mondo esterno e che ricreano una rielaborazione psicologica. Il senso più completo è la vista, l'artista se ne serve per creare la forma artistica, in cui inserisce anche il suo sviluppo spirituale personale. Riassumendo, la vista permette la percezione del mondo esterno che viene reinterpretato e contenuto nella forma artistica che appunto racchiuderà la personale visione del creatore.
Categorie più articolate vengono proposte da Adolf von Hildebrand nel saggio Das Problem der Form ("Il problema della forma", 1893). Parametro di giudizio è il modo di rappresentazione della forma, fondato sulla visione ravvicinata o sulla visione a distanza. La prima è tattile in quanto gli oggetti considerati da vicino obbligano l'occhio a compiere movimenti simili a quelli della mano; essi però mancano d'unità, perché costringono l'occhio a percorrere la forma in una serie di aggiustamenti focali. La seconda è ottica, perché la visione dell'oggetto si può ottenere a distanza. L'oggetto è visto a due dimensioni; sarà percepibile immediatamente dall'occhio rimanendo immobile; la forma rappresentata avrà carattere di unità e quindi di artisticità.
L'analisi diretta degli studi artistici, resa familiare agli storici dell'arte viennesi dalla frequentazione del museo, è unita nei loro studi alla necessità di ricontestualizzare gli stessi in un rigoroso processo di ricostruzione storica. Tale ricontestualizzazione si rende evidente nella sensibilità ai problemi della conservazione, del restauro e della catalogazione.
Questa sistematica iniziativa di catalogare il patrimonio storico artistico e monumentale, affonda le sue radici in esperienze analoghe iniziate a partire dagli anni quaranta dell'Ottocento in diverse nazioni europee: in Francia, dove fin dal 1834 Arcisse de Caumont aveva organizzato la Société française d'Archéologie pour la conservation et la description des Monuments historiques; in Germania, ove nel 1862-63 ha inizio la Kunsttopographie Deutschlands dell'architetto Marburg Wilhelm Lotz; infine in Svizzera, dove dal 1872 s'inaugura l'Inventario dei monumenti svizzeri.
Il rilievo assegnato ai fenomeni della percezione ottica dei colori e delle forme e della conseguente elaborazione da parte del fruitore insita nella teoria della pura visibilità, trova ulteriori punti di riferimento sia nella teoria percettiva scientifica dell'impressionismo, di cui si discute negli anni ottanta in Europa, sia nelle teorie sostenute a Vienna da autori quali Christian von Ehrenfelds che in quelle psicofisiologiche di William Wundt, i quali avevano contemporaneamente trovato fertile campo di sviluppo e applicazione negli scritti sull'arte classica di Immanuel Lüwi.
Molte riviste della capitale divulgano gli studi effettuati dalla scuola, come lo Jahrbuch der kunsthistorischer Sammlungen ("Annuario delle collezioni storico-artistiche") fondato nel 1883 da Quirino von Leitner. Nei fascicoli di questo ebdomadario (sino ai primi anni ottanta del '900, cioè fino a quando ne è redattore H. Zimmermann), le estese trattazioni puntano a illustrare sistematicamente i fondi delle raccolte imperiali viennesi nelle loro arzigogolate sezioni dei più disparati oggetti: codici miniati; armi e armature; tappeti e medaglie; manufatti d'arte antica; disegni; anelli cerimoniali; avori; blasoni. Inoltre si catalogano le collezioni di antichi sovrani. Inizia, quindi, una revisione critica dei periodi storici fino ad allora considerati di decadenza e pertanto raramente presi in esame, quali: il tardogotico, il manierismo, il barocco, la pittura fiamminga, veneta, ecc.
Parallelamente, si fondano altre riviste di carattere storico-artistico che andranno ad accrescere l'interesse verso questo nuovo approccio nello studio dell'arte e contribuiranno enormemente a far comprendere l'importanza che simili catalogazioni avrebbero avuto negli anni a venire. Fra queste, l'Annuario della commissione imperiale centrale fondato nel 1856 e Le arti grafiche edita a partire dal 1878. Inoltre Kubitschek e Riegl, dal 1902 dirigono il bollettino-notiziario Informazioni della commissione imperiale centrale per lo studio e la conservazione dei monumenti artistici e storici mentre, dal 1904, Franz Wickhoff cura Comunicazioni storico-artistiche, osservatorio delle novità bibliografiche.

## Esponenti

### Franz Wickhoff

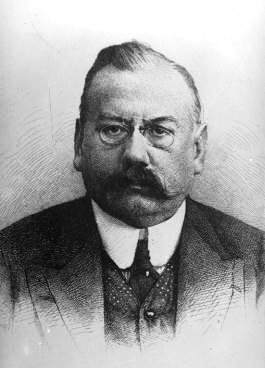
Franz Wickhoff

Lo spasmodico interesse di Franz Wickhoff per lo studio e la ricerca storica nella storia dell'arte lo portarono a trattare l'arte classica, medievale, contemporanea, la miniatura e l'arte del Rinascimento italiano con particolare interesse per il disegno.
Per l'arte antica e classica scrisse nel 1895 il suo saggio più famoso, Der Wiener Genesis. L'autore si proponeva d'illustrare un famoso codice miniato conservato nella Hofbibliothek di Vienna, la Genesi di Vienna, ritenuto fino ad allora del IV secolo e di cultura campana. A prefazione di questa lettura critica, Wichkoff tracciava un profilo dell'intero svolgimento dell'arte romana, dall'età repubblicana al tardoantico. In tale profilo, l'autore sosteneva per la prima volta l'autonomia dell'arte romana, in contrasto con le idee dominanti, che ne vedevano la dipendenza dall'arte greca. Secondo Wickhoff l'originalità dell'arte romana consisteva nei seguenti elementi formali: 
- il carattere pittorico-coloristico;
- il valore illusionistico-spaziale della rappresentazione;
- il realismo della ritrattistica.

L'elemento cromatico viene evidenziato da Wichkoff come dato saliente, non solo della pittura romana, che egli interpretava secondo l'esperienza dell'arte moderna europea e francese contemporanea (con il movimento impressionista), ma anche delle varie fasi della scultura del tempo. Il valore illusionistico viene accentuato, a partire dall'età flavio traianea, con una particolare sensibilità prospettica e trova il suo momento più alto nell'invenzione della cosiddetta "narrazione continuata". Questa consisteva nel disporre vari episodi di una narrazione, storica o mitologica, uno accanto all'altro sullo stesso sfondo paesistico e senza nessun distacco, senza elementi figurativi di separazione.
La ritrattistica romana, infine, raggiunge, seguendo i modelli illusionistici etruschi, una capacità mimetica e naturalistica sconosciuta al mondo ellenistico.
Le ipotesi formulate da Franz Wickhoff sono oggi considerate superate e obsolete. Egli, infatti, non aveva considerato gli apporti dell'ellenismo e dell'arte greca nel mondo latino, così in stretto contatto fra loro in quel periodo. Pur con tali limiti, Wickhoff ebbe il grande merito di operare una rottura fondamentale con la concezione evoluzionistica dell'arte antica (concetto allora corrente e largamente diffuso), nonché di respingere la cesura, fino ad allora scontata, tra arte antica, medievale e moderna. 
L'antico di Wickhoff non è un mondo mitico. Non è l'idealizzazione di una parte della civiltà che coincide con l'archetipo; la parte primigenia e autentica dell'umanità secondo l'interpretazione, ad esempio, di Friedrich Nietzsche e Gustav Klimt. È, al contrario, una rivisitazione storica, filologica e formale di cui si cercano di individuare i tratti originali e autonomi.
L'attenzione di Wickhoff per l'arte medievale è dimostrata innanzitutto da una serie di saggi giovanili (tra cui Guido da Siena, 1889), quindi dall'interesse per opera miniatoria che lo portò ad intraprendere l'oneroso compito di catalogare tutti i codici miniati presenti in territorio austriaco.
Wickhoff si dedicò anche ampiamente all'indagine sul Rinascimento italiano, specie veneto e romano, studiando in particolare il tema della continuità nei motivi classici nel Quattro e Cinquecento. L'analisi dei grandi problemi dell'arte italiana rinascimentale diventa, dopo le grandi aperture dello storico Burckhardt, uno dei campi di ricerca preferiti dagli storici dell'arte tedesca di tradizione filologica. La passione di Wickhoff per il disegno antico pervenne senz'altro da (Moritz Thausing, (1835-84), autore di un'importante monografia su Dürer e di saggi sulla grafica di Callot. Da Thausing che intendeva la storia dell'arte come una vera e propria scienza autonoma, Wickhoff aveva fatto suo anche il cosiddetto metodo d'indagine morelliano elaborato da Giovanni Morelli (1816-91), medico, patriota e conoscitore esperto dell'antica pittura italiana. Tale metodo, che Sigmund Freud definirà come strettamente imparentato alla psicoanalisi medica, intendeva fornire una base scientifica all'attribuzione di paternità all'opera d'arte. Morelli sosteneva che i giudizi degli storici non si basavano su prove certe ed inconfutabili, ma sull'arbitrarietà di constatazioni soggettive. Morelli suggeriva di soffermarsi con attenzione sugli aspetti peculiari "interni", cioè i caratteri formali costitutivi della grafia dell'artista, attraverso i quali egli si denuncia e si dichiara senza possibilità d'errore perché inconsci. Lo studio analitico dei vari particolari anatomici in apparenza secondari nell'opera (come orecchie, mani, bocche e persino unghie), dei modi di creare un paesaggio, delle deformazioni del panneggio, dell'incarnato, paragonati ad opere sicure di un artista, avrebbe condotto, in ultima analisi, all'individuazione dell'autografia. Tra le tecniche espressive che più davano credito a questa teoria, Morelli indicava con certezza il disegno antico: attraverso il segno grafico l'artista lascia trapelare, con maggiore immediatezza e spontaneità rispetto al segno pittorico, il suo particolare stile o l'appartenenza a una determinata scuola.
Wickhoff ebbe infine una notevole sensibilità per gli eventi contemporanei nel mondo dell'arte. Nel 1900, quando Klimt scandalizzò e suscitò feroci critiche per la decorazione dell'Aula magna dell'Università di Vienna, Wickhoff ne prese le difese, illustrate in una conferenza all'Associazione filosofica e dal provocatorio titolo Was ist häßlich? (Che cos'è il brutto?). L'autore sosteneva la tesi del relativismo delle categorie di brutto e bello in termini moderni, cioè da non connettersi più alla visione classicista di armonia e proporzione, ma da studiarsi in rapporto alla cultura e alle proposte di innovazione linguistica degli artisti contemporanei (tra cui collocava, per l'appunto, Klimt).

### Alois Riegl
Benché la sua attività accademica non sia durata più di un decennio, Alois Riegl diede alla scuola viennese impulsi del tutto nuovi, agendo su di essa in una certa direzione, più di quello che non fecero il suo fondatore e rinnovatore.
In un itinerario vario e complesso di titoli, Riegl mostra la sua preferenza per la ricostruzione di quadri storici ed artistici assai vasti e per la verifica dei grandi problemi di metodo. Affrontò, inoltre, il rapporto fra arte antica e moderna, le tecniche industriali, la letteratura artistica, le opere e i periodi storici sino ad allora trascurati dagli studi (come il tardoantico e l'età barocca), i problemi di restauro e di conservazione dei monumenti.
Stilfragen (Problemi di stile. Frammenti di una storia dell'arte ornamentale, 1893) è un profilo che esamina storicamente l'evoluzione di alcuni motivi decorativi (fiori di loto, corolle, tralci a motivi vegetali, palmette, ecc.) presenti negli oggetti d'arte applicata (tappeti, intagli lignei, ecc.), nelle sculture e nei monumenti architettonici in un arco temporale di oltre cinquemila anni di storia e in uno spazio geografico che, dall'arte del vicino oriente, tramite la civiltà greca ed ellenistica, giunge al mondo bizantino e islamico. In questo trattato, Riegl vuole dimostrare che i motivi ornamentali registrati nelle opere d'arte esaminate non sono derivati da altri procedimenti tecnici né da una semplice imitazione della natura, ma sono invece schemi iconografici e stilistici del tutto autonomi e indipendenti. Inoltre, in questa presentazione di una grammatica del disegno ornamentale, l'autore intende sottolineare come le trasformazioni dei motivi studiati non siano frutto di spontaneità o casualità. Esse derivano da un'ininterrotta evoluzione dei modelli, caratterizzata nei vari momenti storici da rielaborazioni e varianti ben precise. Esse si giustificano con l'impulso di carattere artistico, definito da Riegl Kunstwollen (volere artistico).
Nell'attribuire all'ornamento e in generale alle arti decorative una potenzialità, se non maggiore, perlomeno pari alle cosiddette arti maggiori, Riegl si pone in stretto parallelo con alcuni ideali espressi dallo Jugendstil viennese: specialmente nell'importanza affidata all'astrazione geometrica, alla creazione inorganica e alla svalutazione dei contenuti narrativi. 
L'analisi dei motivi decorativi di Stilfragen, avviene per Riegl all'interno di una prospettiva storica di carattere universalistico. Secondo tale linea interpretativa, la storia dell'uomo era vista in un quadro generale e indivisibile e analizzata nei suoi aspetti fondamentali e salienti. Questa prospettiva si coniuga alla considerazione evoluzionistica delle forme nel tempo storico. Il concetto di evoluzione - che diventa centrale nell'opera di Riegl, mediato dai biologi darwiniani e dai filosofi positivisti quali Herbert Spencer e Johann Friedrich Herbart - era stato ampiamente adottato nella cultura tedesca del tardo Ottocento dagli storici e dai letterati e in seguito anche dai cultori delle recenti scienze umane.
Importante nell'opera è, inoltre, il problema della genesi delle forme artistiche e delle loro varianti, nel corso della storia. Riegl respinge la tesi secondo cui l'apparizione di ogni stile, che presiede alla costituzione delle singole forme artistiche, sia dovuta esclusivamente all'influenza della tecnica e dei materiali utilizzati dagli artisti. L'autore si pone dunque in netta antitesi secondo le tesi sostenute da Gottfried Semper, uno degli architetti tedeschi più importanti della prima metà del XIX secolo (suoi alcuni fra i più importanti ed eclettici edifici: i musei di storia dell'arte e naturale a Vienna e l'Osservatorio astronomico di Zurigo).
Semper sostiene il condizionamento dello stile dai materiali e dalle tecniche impiegati, nonché dall'imitazione delle forme naturali. Riegl considera il Kunstwollen il vero fattore genetico dell'opera e dello stile. Benché creatore del termine, Riegl non diede mai una chiara e semplice spiegazione di questo neologismo. 
Per Erwin Panofsky (1920), il Kunstwollen non consiste nella volontà individuale né in quella collettiva: è il senso immanente, ultimo dell'opera. Per Otto Pacht (1963), è, invece, la direzione dell'impulso artistico proprio di un popolo in analogia con un altro impulso, quello secondo cui la natura crea e stabilisce le proprie leggi. 
Esemplare in un'altra sua opera (Spätrömische Kunstindustrie) l'analisi delle singole opere d'arte alla lucida ricerca delle loro leggi interne che le rendono autonome nei loro aspetti di stile e forma.
Gli schemi di lettura adottati da Riegl sono schemi visivi: quelli della visione tattile (gli oggetti sono esaminati da un punto di vista ravvicinato) opposta a quella ottica (da lontano); della visione plastica (sinonimo di tattile, cioè fortemente rilevata) opposta a quella coloristica (quando le singole parti non appaiono più come oggeetti corporei, ma come superfici colorate); della visione spaziale o di profondità opposta a quella planimetrica (di superficie, senza terza dimensione).
Riegl deduce questi parametri dall'"estetica della pura visibilità" e si dimostra molto vicino alla teoria elaborata da Adolf von Hildebrand ne Il problema della forma nelle arti visive (1893), la quale, a sua volta, discende dalla psicologia herbartiana.
Il ruolo dello spettatore, cioè della percezione dell'oggetto, è un altro degli aspetti innovativi della critica riegliana: egli conferisce allo spettatore un ruolo speciale in fase interpretativa. Non c'è dubbio che l'importanza assegnata da Riegl al fruitore dell'immagine sia debitrice dell'estetica hegeliana.
Si è già detto ciò che differenzia Riegl da Semper riguardo alla teoria della genesi dello stile. Ma un'affinità fra i due intellettuali è riscontrabile tuttavia nell'importanza affidata da entrambi ai manufatti preindustriali e alla valorizzazione delle singole tecniche manuali e dei materiali connessi come elementi costitutivi degli oggetti. Ugualmente, al movimento delle Arts and Crafts e alle teorie sviluppate da William Morris, va ricondotta l'attenzione riegliana per quanto concerne il peso assegnato all'aspetto materiale e al design nella produzione artistica e anche per la necessità di considerare in maniera paritaria ogni tipo di opera d'arte.
Oltre che riabilitare il tardoantico, Riegl riuscì anche a riconsiderare il barocco, occupandosi in specifico, di quelli olandese e romano. Scrisse due libri: Das hollandische Gruppenportrat (1902) e Die Entstehung der Barockkunst in Rom (1908). Nel primo affronta la storia di un genere: quello del ritratto di gruppo che sorge nei Paesi Bassi nel secolo XVI e si sviluppa nel XVIII. Riegl ne studia l'evoluzione formale e strutturale, ne verifica i rapporti di stile e di cultura con l'arte italiana e i risultati formali con il "Kunstwollen" dell'ambiente artistico olandese. Soprattutto nella valutazione della storia del genere ritrattistico nordico, Riegl introduce un elemento innovatore: il rapporto opera/spettatore, quest'ultimo considerato non come mero elemento percettivo generato dalle coeve teorie di percezione, ma, al contrario, alla luce di come l'artista, nel corso dell'evoluzione del ritratto, dall'inizio del Cinquecento alla metà del Seicento, ha considerato il legame opera-osservatore (il quale, da semplice destinatario, diventa personaggio lui stesso della scena pittorica) e di come ha risolto, sotto il profilo formale, questa relazione. In altri termini, in quest'opera Riegl supera il funzionalismo e il formalismo e mette in atto un primo abbozzo di scienza artistica fondata sull'estetica della comunicazione e della ricezione. La riscoperta dell'arte barocca olandese avviene in Francia nella seconda metà dell'Ottocento ed è da mettere in relazione ai nuovi interessi dei viaggiatori, i critici e i collezionisti, nonché dai vari letterati impegnati nel realismo.
Nel secondo libro, Riegl affronta le tematiche riguardanti il barocco romano, analizzandone i caratteri di stile, gli artisti e le opere e, riesaminando le varie fonti letterarie, ricostruisce il quadro storico e sociale dell'epoca.
La rivalutazione del barocco italiano e internazionale è un fenomeno che comincia poco dopo la metà dell'Ottocento in area tedesca con Burckhardt e prosegue coi fondamentali studi di Cornelius Gurlitt.
In stretta concomitanza con il suo nuovo incarico di conservatore generale dei monumenti artistici della Commissione Centrale, Riegl dedica parecchi saggi alla tematica del restauro e della tutela del patrimonio artistico. Della Commissione facevano parte, tra gli altri, Frederich Adelbert Stifter (1805-1868) e Rudolf Eitelberger. 
Tra i saggi che Riegl scrive sul restauro, spicca Der moderne Denkmalkultus, sein Weisen, seine Entstehung (Il moderno culto dei monumenti, la sua essenza, il suo sviluppo. 1903). In quest'opera affronta, in primo luogo, il problema dei principali valori insiti in un monumento storico. Esamina, inoltre, le linee da seguire per un corretto intervento di restauro. I valori di un monumento sono quelli: storici, artistici, d'uso e di novità. Valore storico è quello di memoria e di documento che l'opera conserva come testimonianza del passato. Il valore artistico si riferisce invece agli ideali estetici di cui l'opera è portatrice, ideali che variano di epoca in epoca e che rendono il valore artistico relativo. Il valore d'uso è legato alla funzione pratica che il monumento riveste. Infine, quello di novità è colluso all'aspetto esteriore dell'opera nel momento in cui appare e che può scomparire col degrado.
Questi valori devono essere difesi e conservati in un corretto lavoro di restauro, il quale non ammette aggiunte o integrazioni. Fondamentale è, quindi, l'opera di prevenzione per la conservazione delle testimonianze del passato.

### Max Dvořák
Lo studioso boemo Max Dvořák (1874-1921) rappresenta un altro momento di grande originalità all'interno della scuola viennese. Dvořák, come gli studiosi che lo avevano preceduto all'interno dell'Istituto, intende l'indagine artistica come essenzialmente storica. Egli sostiene che potrebbe rinunciare alla storia dell'arte se essa non incrementasse, al di là del godimento estetico dei prodotti, anche la conoscenza generale dello sviluppo storico. 
La storicità differenzia nettamente la storia artistica dall'estetica: la storia dell'arte è una scienza prettamente storica, ma con una propria autonomia rispetto alle altre scienze che si basano sullo studio del passato. Moltissime opere d'arte non sono solo dei monumenti dell'evoluzione artistica, ma anche di quella culturale, ci illuminano sugli usi sociali, le forme di vita, i rapporti economici, ecc. Analizzare tutto ciò da questo punto di vista non è il compito della storia dell'arte, bensì della sociologia, la storia economica e la storia della cultura. Viceversa, però, non è nemmeno sbagliato aspettarsi dallo studio di questa scienza la soluzione del vero problema storico-artistico. In sostanza, lo studio della storia dell'arte si differenzia per l'analisi delle varie forme e dei vari stili che si sono succeduti nel corso del tempo. 
Ciò che differenzia invece Dvořák dagli studiosi che lo avevano preceduto (soprattutto nei lavori in età matura) è il modo d'intendere la storia e il suo processo. La concezione della storia di Dvořák maturo escludeva l'impostazione scientifico-positivista per rilanciare invece con un'impostazione idealistica e spiritualista del divenire dei fatti storici. In altre parole, la storia viene considerata come un processo spirituale e indivisibile, che si sviluppa nel tempo e che è anche mezzo conoscitivo della realtà. 
In questa posizione storico-spiritualista, Dvořák trova convergenza e precorrimenti in Hans Tietze, autore di un ponderoso trattato di metodo intitolato Die Methode der Kunstgeschichte (Il metodo della storia dell'arte, 1913). Qui si ritiene che la storia dell'arte elabora un materiale che, a differenza di quello della storia, non continua a vivere solo attraverso le fonti, ma il suo continuare a esistere in una condizione che fa appello alla visione accompagna necessariamente alla successione del divenire storico la contemporaneità della comprensione estetica. Solo se riusciremo ad isolare e a comprendere l'essenza dell'artisticità, ci impadroniremo del nostro particolare oggetto che altrimenti minaccia sempre di ricadere nella generalità della storia della cultura. Compito precipuo è quello di spiegare geneticamente (genetisch) l'essenza dell'arte. 
Per Tietze, dunque, la storia dell'arte (genetica) è il punto d'approdo di una concezione della storia dell'arte che passa attraverso due fasi. La prima si definisce narrativo-didattica (referierend-pragmatisch) e consiste in una descrizione delle opere artistiche in scritti di carattere estetico, tecnico o topografico, dove comunque dominante è un intento pratico. La seconda è didattico-genetica (pragmatisch-genetisch): emerge in essa un atteggiamento di tipo storico nei confronti dell'arte, teso a istituire dei nessi tra i diversi momenti dello sviluppo artistico, ma che non si configura ancora come approccio scientifico.
La storia artistica di carattere genetico non si occupa della storia biografica né di quella naturale, va invece alla ricerca delle cause che stanno a monte degli elementi specifici e caratterizzanti le opere - innanzi tutto lo stile - e dei rapporti e dei vari collegamenti che intercorrono fra esse.
Fondamentale diventa la comprensione dell'artisticità dell'opera, compito dell'estetica, che può illuminare l'interpretazione storica. L'estetica si rivela utile allo storico dell'arte accanto ad altri strumenti d'indagine (psicologica e sociologica) per verificare non tanto la bellezza o la qualità dell'opera (elementi soggettivi), quanto piuttosto la reazione dei fruitori, l'effetto, la forza vitale che l'opera ha avuto nel tempo (questa viene definita "Extensität der Wirkung"). L'"Erlebnis" (Esperienza) specifico della storia artistica è dunque quello estetico. Altrettanto utile è lo studio delle posizioni estetiche del passato. Infatti la storia artistica è storia di artisti che producono opere. Nella produzione artistica gli artisti riversano le loro esperienze tecniche, stilistiche, culturali e spirituali. Gli artisti, come individui, operano in collegamento con altri artisti, creando le scuole culturali. Lo stile è pertanto il segno dell'individualità artistica, ma anche il contrassegno di un'intera scuola o di un'intera epoca.
L'evoluzione artistica, essendo promossa da singoli individui e da una somma di scuole, è dunque fenomeno assai complesso, che non può essere ricondotto a semplici leggi di casualità o a un insieme di costanti periodiche. Determinata da uomini di differente età, individualità e cultura, ha, in definitiva, un andamento per nulla omogeneo e lineare; al contrario è contrassegnata da avanzamenti, ma anche da regressioni e da stasi. 
Oltre allo stile come segno precipuo della personalità artistica e della sua spiritualità, grande importanza assume l'elemento iconografico, di pari, profondo, valore spirituale. 
L'indagine iconografica diventa fondamentale: prima bisogna chiedersi su cosa è rappresentato nell'opera e poi interrogarsi sul come. Lo studio dell'iconografia è importante in quanto consente di giungere a tutte le forze e agli ambiti spirituali di un'epoca. È un modo privilegiato per accedere al mondo internazionale degli artisti. È il trait d'union fra il mondo delle forme e le idee religiose, politiche, filosofiche e letterarie di una determinata epoca.
Lo storico dell'arte deve dare, in ogni caso, primario rilievo all'oggetto della sua considerazione storica (l'opera d'arte), all'analisi peculiare dello sviluppo interno e autonomo di esso e dei suoi elementi caratterizzanti e costitutivi.
L'importanza assegnata all'apporto individuale nella produzione artistica, risente in Dvořák, sicuramente del pensiero crociano che si andava diffondendo nell'area culturale tedesca e che a Vienna avrà entusiasta seguace in Julius von Schlosser, di cui diremo più avanti.
La produzione storiografica di Dvořák si può, per comodità, suddividere in tre periodi. Il primo appartiene alla formazione dello studioso dove si percepisce una totale adesione alla lettura stilistico-formale delle opere, proposta da Riegl e Wickhoff. 
Nelle opere del secondo momento, nel primo decennio del secolo, si avverte un approfondimento e un graduale superamento delle teorie riegliane. 
Nelle opere della maturità, infine, alcune delle quali pubblicate postume, egli dà forma compiuta a una storia dell'arte intesa come storia delle idee.

### Julius von Schlosser
Nacque nel 1886 e morì nel 1938, ma apparteneva essenzialmente al Settecento. Era un gentleman con vastissimi interessi culturali, una razza quasi estinta in un'epoca di specialisti e specializzazioni. Era dotato di una mente enciclopedica, ma il suo enciclopedismo era spirito settecentesco con il suo carattere edonistico, con quel tocco lieve che preferisce accennare piuttosto che esporre, che preferisce un saggio piuttosto che un libro. Lo Schlosser era un vero umanista.
L'allineamento al metodo storiografico proprio della scuola è confermato dallo stesso autore nel Commentario della mia vita (1924), una riflessione autobiografica sulla propria esperienza di studioso.
Grande passione che divenne tema portante di tanti suoi saggi, è la cosiddetta "Höfische Kunst" (l'arte di corte). Questo termine, coniato dallo stesso Schlosser, descrive l'arte veramente internazionale che fiorì nelle corti europee della fine del Trecento, inizio Quattrocento. I rapporti personali che esistevano tra i sovrani e gli artisti girovaghi avevano creato un'atmosfera comune di cultura che aveva avvicinato le Corti dell'Italia settentrionale (Treviso, Padova e Verona) con quelle adiacenti del Tirolo, Boemia, Inghilterra e Francia. Andava creandosi un nuovo tipo d'arte profana: affreschisti, allumiatori, tessitori di tappezzerie, ecc., cominciarono a illustrare scene di vita quotidiana all'interno delle Corti. 
Schlosser abbandonava qui gli schemi formalistici riegliani per presentare, invece, il contesto storico e culturale nel quale le opere si manifestano, commentato mediante ampie riflessioni in diverse sfere culturali: dalla musica alla filosofia, dalla scienza alla religione. L'opera d'arte non era più dunque un fatto isolato, ma diventava un mondo più complesso che viveva in uno spazio storico assai più articolato. 
L'elemento portante di questa nuova visione storica e antiformalista è l'iconografia. Essa non è però intesa da Schlosser in senso tradizionale, cioè classificatorio o generico degli antiquari e poi degli archeologi. È quanto mai significativo che Schlosser si sentisse in seguito portato a definire crocianamente questi suoi studi sull'iconografia comparata come "storia del linguaggio", il che indica chiaramente il significato attivo, comunicante e non meramente schematico ed ereditario dell'iconografia stessa.
Per descrivere questo mondo fantastico ma reale dell'arte di corte, si parte dalla definizione degli ambienti: i castelli; del loro arredo: arazzi, affreschi, ecc. e dei loro "tituli"; utensili e suppellettili, soprattutto delle "cassule" eburnee; ma specialmente le biblioteche, dove la fusione fra arte figurativa e letteraria attinge al massimo dal rapporto dialettico fra illustrazione e didascalia che risultano complementari e reciproche.
Questi temi sono rilevati dai monumenti ancora sussistenti, come desunti dalle notizie letterarie, secondo un metodo filologico delle fonti artistiche che ci riporta a Wickhoff.
Schlosser isola fra il secolo XIV e XV tre forme fondamentali di cultura artistica, coesistenti in Europa in stadi di sviluppo diversi: L'arte ecclesiastica, scolastica e di corte, corrispondenti a diverse forme di dramma e proprie e diverse catorie e gruppi sociali. Nell'ambito dell'arte cortese, egli individua quattro filoni che variamente s'intrecciano: biblico (temi sacri); cavalleresco (temi profani); amoroso (temi lirici); allegorici (temi morali). 
La ponderosa Kunstliteratur (Letteratura artistica) pubblicata nel 1924, costituisce ancora oggi il manuale fondamentale sulle fonti relative alle arti, dall'antichità all'Ottocento. È una rigorosa architettura di nove capitoli che affonda le sue radici nel mondo classico, trattando delle fonti prevasariane, l'età del manierismo e la Controriforma, la letteratura artistica locale, barocca e italiana rinascimentale. Perno centrale è il quinto capitolo: parla di Giorgio Vasari, della sua opera, dei suoi precedenti e della sua teoria storiografica. La "Letteratura artistica" è un vero e proprio monumento di erudizione e di dottrina. Ogni capitolo viene affrontato sotto il profilo euristico e storico-interpretativo. La "Kunstliteratur" è prima che storia di trattati, storia di scrittori, artisti e letterati stranieri e italiani, che pur senza prescindere dai generi letterari dominanti (dalle più antiche forme di "ekfrasis" ed "encomium", s'interroga sulle opere d'arte intese come linguaggio e ne danno un giudizio che a buon diritto rientra nella storia della critica d'arte. "Esiste un linguaggio figurativo che possa essere paragonato a quello scritto?" si domanda Schlosser. E la sua risposta è affermativa. Crocianamente egli afferma che l'arte figurativa è creazione individuale, autonoma, che si esprime attraverso uno stile fondato su una grammatica specifica, proprio come nella lingua scritta. Questa linea ispirata a Benedetto Croce, porterà Schlosser a intraprendere la via delle monografie degli artisti: Leon Battista Alberti (1929), Paolo Uccello (1933) e Piero della Francesca (1929-33).